# Hełmówka murawowa

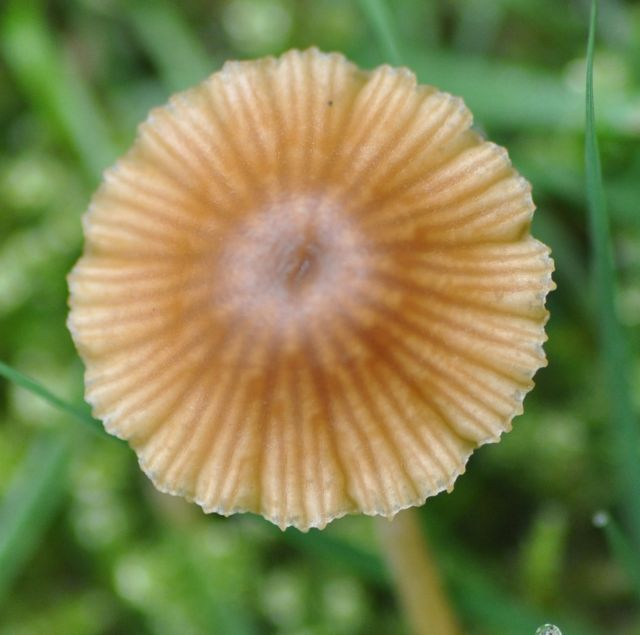

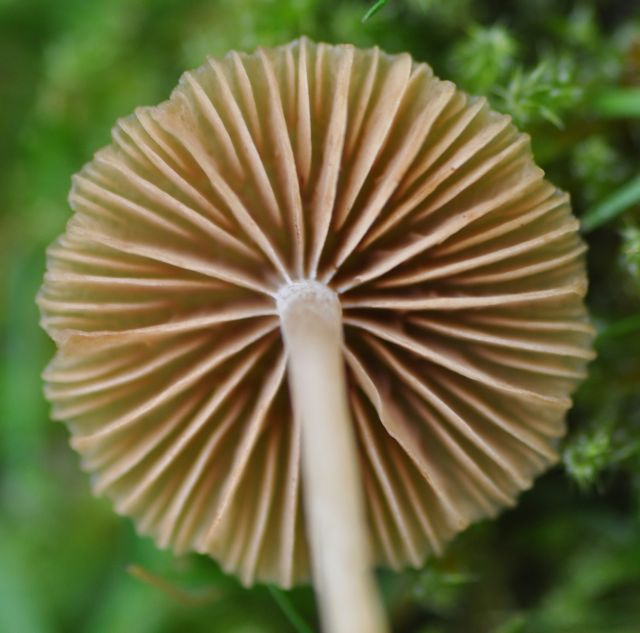

Hełmówka murawowa (Galerina graminea (Velen.) Kühner) – gatunek grzybów należący do rodziny podziemniczkowatych (Hymenogastraceae).

## Systematyka i nazewnictwo
Pozycja w klasyfikacji według Index Fungorum: Galerina, Hymenogastraceae, Agaricales, Agaricomycetidae, Agaricomycetes, Agaricomycotina, Basidiomycota, Fungi.
Po raz pierwszy takson ten zdiagnozował w 1921 roku Josef Velenovský, nadając mu nazwę Galera graminea. Obecną nazwę nadał mu w 1935 roku Robert Kühner.
Synonimy:
- Agaricus laevis Pers. 1828
- Galera graminea Velen. 1921
- Galera laevis (Singer) Malençon & Bertault 1970
- Galera laevis var. glabrata Malençon & Bertault 1970
- Galerina laevis Singer 1961

Nazwę polską zaproponował Władysław Wojewoda w 2003 r. dla synonimu Galerina laevis.

## Morfologia
Kapelusz
Średnica 5–15 mm, początkowo wypukły, a następnie dzwonkowaty lub lekko garbkowaty z prążkowanym brzegiem, pomarańczowy.
Trzon
Wysokość 2–5 cm, grubość 1–2 mm, cylindryczny, jasnopomarańczowy.
Blaszki
Zbiegające, czasami prawie wolne, rzadkie, z blaszeczkami, pomarańczowe.
Miąższ
Bez wyraźnego zapachu, smak lekko gorzki.
Cechy mikroskopowe
Wysyp zarodników brązowy. Zarodniki elipsoidalne, gładkie, lub drobno brodawkowane, o rozmiarach 7–9,5 × 4–5 μm.

## Znaczenie
Saprotrof. W wielu przewodnikach grzybów jest opisywany jako grzyb trujący. Nie stwierdzono przypadków zatruć tym grzybem, ale być może jest to możliwe, gdyż niektóre gatunki hełmówek są trujące (np. hełmówka jadowita Galerina marginata). Rzadko zbierane są tak drobne grzybki w celach spożywczych, ale niektórzy grzybiarze zbierają twardzioszka przydrożnego (Marasmius oreades), który może być pomylony z hełmówkami.

## Występowanie i siedlisko
Występuje na większości terytorium Ameryki Północnej i w większości krajów Europy. W piśmiennictwie naukowym na terenie Polski do 2003 r. podano około 10 stanowisk. Rozprzestrzenienie w Polsce i stopień zagrożenia nie są znane.
Siedlisko: trawiaste tereny w lasach iglastych i liściastych oraz krótko przycięte trawniki i skoszone łąki, najczęściej na glebie bogatej w wapń. Owocniki pojawiają się od sierpnia do października.